# Selnica Podravska
Selnica Podravska falu Horvátországban Kapronca-Kőrös megyében. Közigazgatásilag Légrádhoz tartozik.

## Fekvése
Légrádtól 6 km-re délnyugatra a Dráva jobb partján fekszik.

## Népessége
| Lakosok száma | 374  | 344  | 301  | 254  |
|               | 1991 | 2001 | 2011 | 2021 |

## Története
1857-ben 513, 1910-ben 584 lakosa volt. A trianoni békeszerződésig Varasd vármegye Ludbregi járásához tartozott. 2001-ben 344 lakosa volt.

## Külső hivatkozások
- Légrád blogja